# بوسا نوفا

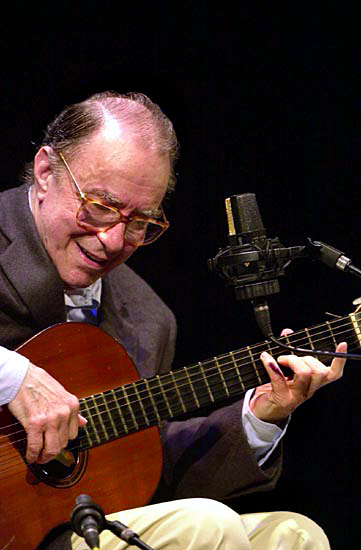
جؤاو جيلبيرتو من أهم موسيقيين الباسا نوفا 1996

بوسا نوفا هي نمط من الموسيقى الشعبية البرازيلية التي ظهرت في نهاية عام 1950 وبداية عام 1960 في مدينة ريو دي جانيرو. في البداية كانت عبارة عن وسيلة جديدة لغناء السامبا. وبعدت عدة سنوات، أصبحت البوسا نوفا واحدة من أفضل وأشـهر الموسيقى البرازيلية المعروفة في العالم، ومن أهم عازفيها وملحنيها: جواو جيلبرتو، فينيسيوس دي مورايس وانطونيو كارلوس جوبيم.
وصلات خارجية
- The Brazilian Sound: صفحة الموسيقى البرازيلية  نسخة محفوظة 7 فبراير 2006 على موقع واي باك مشين.
- سكاي اف ام